# Ивреа
Ивре́а (итал. Ivrea; Ivrèja на пьемонтском языке) — город и коммуна в Италии с 23 442 жителями (называемая Eporediesi) в составе города-метрополии Турина в области Пьемонт. Он считается «столицей Канавезе». 1 июля 2018 года он стал частью наследия ЮНЕСКО.
Расположен на дороге, ведущей в Валле-д'Аоста. Ивреа находится на месте, на котором ранее, в доисторические времена, было огромное озеро. Сейчас там множество мелких озёр: Сирио (Sirio), Сан-Микеле (San Michele), Пистоно, Неро, Кампанья и прочие.
Покровителем коммуны почитается святой Савин из Сполето, празднование 7 декабря.
На протяжении XX века город был наиболее известен как расположение центрального офиса компании Olivetti, одного из наиболее известных производителей пишущих машинок, калькуляторов, а позднее и компьютеров. Компания на данный момент не существует самостоятельно, хотя её название до сих пор используется как торговая марка. В 1970 году в Иврее жили и работали около 90 000 человек (включая выходцев из южной Италии). Когда Olivetti прекратила свои операции, население сократилось примерно на 30 %.

## История
Город появился как пост римской армии примерно в 100 году до нашей эры, основан для защиты одного из традиционных торговых путей через северную часть Италии в Альпы.
После падения Римской империи Ивреа стала принадлежать Лангобардскому королевству (в VI—VII веках). В IX веке Ивреа стала столицей одноимённого франкского маркграфства. Из Иврейского дома происходили средневековые короли Кастилии и Леона, графы Вьенские, а также короли Италии Беренгарий II (950—961) и Ардуин (1002—1015).
После того, как сопротивление Ардуина было сломлено императором Священной Римской империи Генрихом II, Ивреа стала епископским владением. В XII веке Ивреа являлась свободной коммуной, но перестала быть ею в начале XIII века. В 1238 году Император Фридрих II взял город под своё покровительство.
Позже Ивреа была предметом спора между епископами, Маркграфством Монферрат и Савойской династией. В 1356 году Иврею приобрёл граф Савойи Амадей VI. За исключением оккупации французами в годы Итальянских войн, Ивреа оставалась во владении Савойской династии до 1800 года: 26 мая этого года Наполеон Бонапарт вступил в город. После падения Наполеона в 1814 году город вернулся к савойцам.

## Основные достопримечательности
- Замок[итал.], построенный из кирпича (1357) Амадеем VI Савойским. Одна из башен, которая использовалась для хранения боеприпасов, была поражена молнией в 1676 году и взорвалась. Она так и не была восстановлена.
- Собор, возведённый, предположительно, в IV веке нашей эры как языческий храм. Он был реконструирован в 1000 году епископом Вармондом в романском стиле. Новое здание в стиле барокко было построено в 1785 году. Нынешний фасад в стиле классицизма выполнен в XIX веке. Иврейский замок

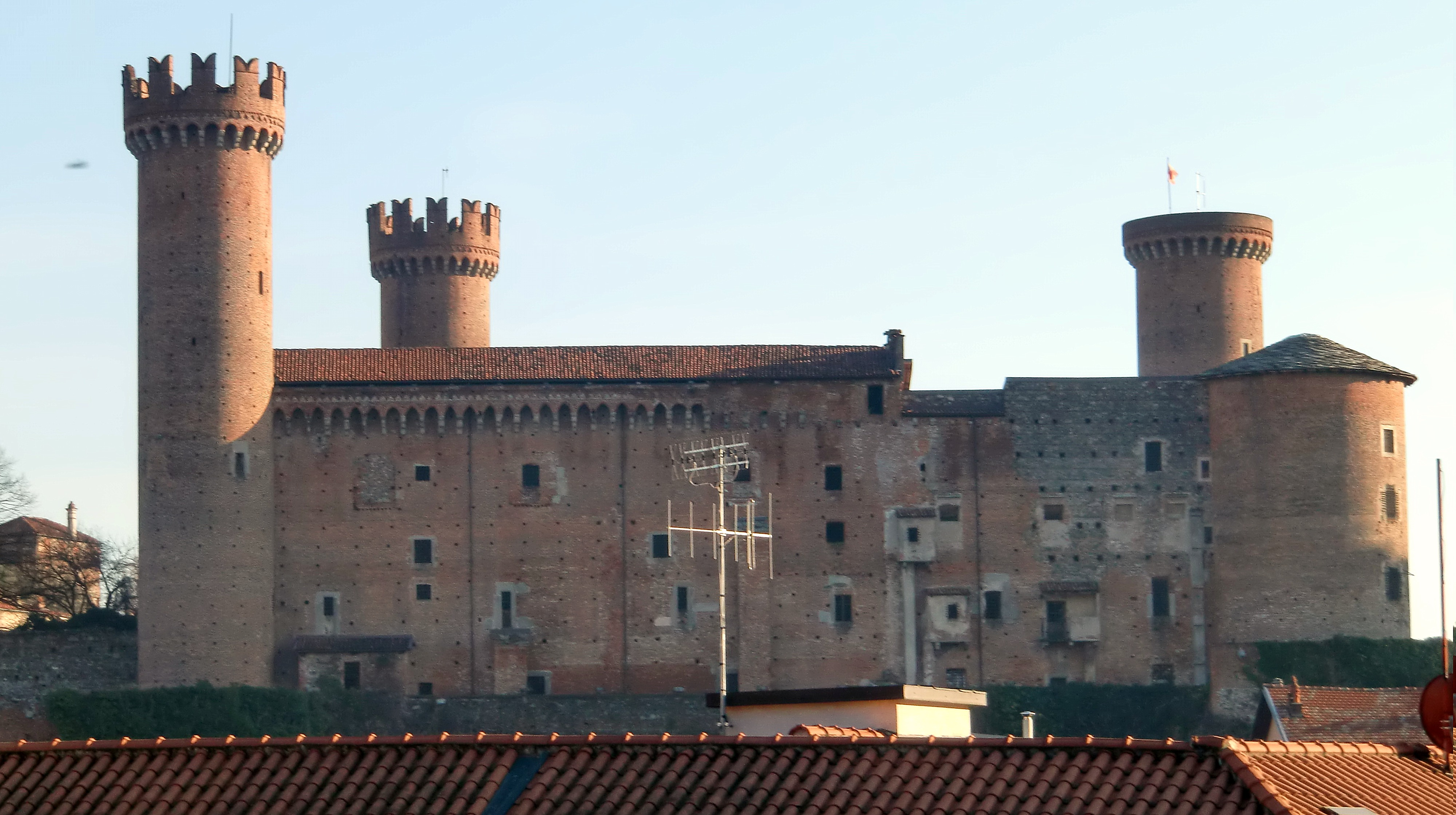
Иврейский замок

- Библиотека капитула, неподалёку от собора, содержит важнейшие коллекции кодексов VII—XV веков, в том числе рукопись Biblioteca Capitolare, 115 (аббревиатура RISM I-Iv 115) — важнейший источник многоголосной музыки Ars nova.[5]
- Небольшая готическая церковь Сан-Бернардино была построена францисканцами в 1455 году.
- Музей Пьералессандро Гарда имеет несколько интересных археологических находок и коллекцию японского искусства. Он расположен на площади Оттинетти.
- Музей современной архитектуры под открытым небом[итал.], который был открыт в 2001 году, является демонстрацией основных сооружений ряда современных архитекторов, существует с 1950 года.
- Остатки римского театра I века можно увидеть к западу от центра города. Он мог бы вместить 10 000 зрителей.
- Старый мост (итал. Ponte Vecchio) восходит к 100 году нашей эры. Первоначально построен из дерева, был перестроен в камне в 1716 году.
- Ратуша, была построена в 1758 году.
- Башня святого Стефана датируется XI веком.

## Культура

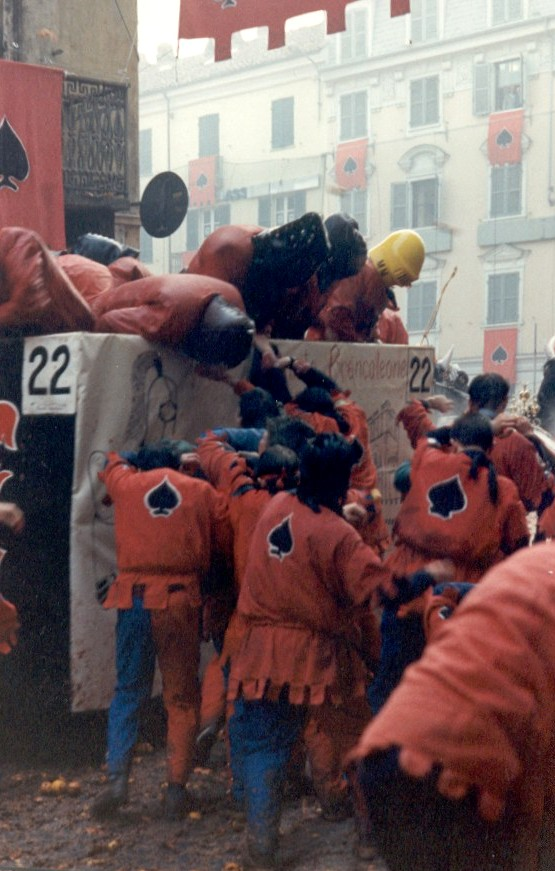
«Битва апельсинов».

Ивреа сейчас наиболее знаменита своим традиционным карнавалом, в рамках которого происходит «Битва апельсинов». В битве участвуют тысячи горожан, разделённые на 9 команд. Карнавал проходит в феврале, длится три дня (с воскресенья по вторник), и заканчивается в Жирный вторник торжественной панихидой. По традиции закрывающий карнавал произносит фразу: «Увидимся в следующий Жирный вторник в час дня».
По легенде, существующей около восьми столетий, Виолетта, дочь мельника, отказала герцогу, желавшему использовать с ней своё право первой брачной ночи; она отрезала ему голову. Голову герцога нынче символизируют апельсины, а оранжевый цвет — символ мятежников, спасших девушку от стражников герцога.
Зрители не имеют права бросать апельсины во время битвы, но их разрешено привлекать в команды; если они наденут рыжие шапки, то в них тоже можно будет швыряться фруктами.
Раньше вместо апельсинов в битве использовали яблоки. Не очень понятно, почему теперь используются апельсины: они не растут в этих краях и их приходится доставлять из Сицилии. В 1994 году во время карнавала было израсходовано 265 000 килограмм апельсинов. В 2011—2012 годах в результате битв различные повреждения получили более полутора сотен человек.

## Города-побратимы
- Люнебург, Германия
- Калъат-Диза, Ирак
- Рэдэуци, Румыния

### Клубы бойцов на апельсинах
- Asso di Picche(Ace of Spades)  (итал.)
- Credendari  (итал.)
- I Diavoli (Devils)  (итал.)
- Mercenari (Mercenaries)  (итал.)
- Morte (Death)  (итал.)
- Pantera Nera (Black Panther)  (итал.)
- Scacchi (Chess)  (итал.)
- Scorpioni d’Arduino (Scorpiones of King Arduino)  (итал.)
- Tuchini del Borghetto  (итал.)
- I Guerrieri (The Warriors) — клуб конных бойцов  (итал.)